# Asthenes humilis
El canastero gorgiestriado  (Asthenes humilis), también denominado canastero de garganta rayada (en Perú) o piscuiz gorgiestriado, es una especie de ave paseriforme de la familia Furnariidae, perteneciente al numeroso género Asthenes. Es nativa de la región andina del centro oeste de Sudamérica.

## Distribución y hábitat
Se distribuye a lo largo de la cordillera de los Andes desde el noroeste de Perú hacia el sur hasta el norte de Bolivia.
Esta especie es considerada bastante común en su hábitat natural: los pastizales áridos de la Puna, donde prefiere terrenos pedregosas con pastos cortos, entre los 3100 y 4800 m de altitud.

## Sistemática

### Descripción original
La especie A. humilis fue descrita por primera vez por el ornitólogo alemán Jean Cabanis en 1873 bajo el nombre científico Synallaxis humilis; la localidad tipo es: «Maraynioc, Junín, Perú».

### Etimología
El nombre genérico femenino «Asthenes» deriva del término griego «ασθενης asthenēs»: insignificante; y el nombre de la especie «humilis», del latín: humilde, pequeño, en el suelo, en el piso.

### Taxonomía
Los especímenes del interior de los Andes de Junín y Lima (Perú), con las partes inferiores de color rosado lavado, pueden representar una subespecie no descrita.

### Subespecies
Según las clasificaciones del Congreso Ornitológico Internacional (IOC) y Clements Checklist v.2019 se reconocen tres subespecies, con su correspondiente distribución geográfica:
- Asthenes humilis cajamarcae J.T. Zimmer, 1936 – Andes del noroeste de Perú (sur de Cajamarca).
- Asthenes humilis humilis (Cabanis, 1873) – Andes del centro de Perú (La Libertad y Áncash hacia el sur hasta Huancavelica y Ayacucho).
- Asthenes humilis robusta (Berlepsch, 1901) – Andes del sur de Perú (Cuzco hacia el sur hasta Puno) y norte de Bolivia (La Paz, oeste de Cochabamba).